# Гале (река)
Гале́ (фр. Rivière des Galets) — река на северо-западе острова Реюньон в одноимённом заморском регионе Франции на западе Индийского океана. Течёт по территории коммун Сен-Поль, Ла-Посесьон и Ле-Пор в округе Сен-Поль.
Длина реки составляет 36,18 км.
Гале начинается в кальдере на северо-западных склонах Питон-де-Неж. В верхней половине сначала течёт преимущественно на запад и потом — на север, в нижней половине генеральным направлением течения становится северо-запад. Почти на всём протяжении, кроме прибрежной части, русло Гале петляет по дну ущелий горного массива Питон-де-Неж. Устье реки находится на северо-восточной окраине бухты Сен-Поль в районе мыса Ривьер-де-Гале.